# Nikola Lazetić
Nikola Lazetić (en serbe en écriture cyrillique : Никола Лазетић), né le 9 février 1978 à Kosovska Mitrovica (Yougoslavie aujourd'hui Kosovo), est un footballeur serbe, international yougoslave, évoluant au poste de milieu droit.
Lazetić a marqué un but lors de ses vingt-cinq sélections avec l'équipe de Yougoslavie entre 1998 et 2003. 

## Carrière
- 1996-1997 : Étoile rouge Belgrade  Serbie-et-Monténégro
- 1997-1998 : FK Vojvodina  Serbie-et-Monténégro
- 1998-2000 : Obilic Belgrade  Serbie-et-Monténégro
- 2000-2002 : Fenerbahçe SK  Turquie
- 2002-2003 : Côme  Italie
- 2002 : → Vérone  Italie
- 2003 : → SS Lazio  Italie
- 2003-2005 : Genoa  Italie
- 2003-2004 : → AC Sienne  Italie
- 2005 : → Livourne  Italie
- 2006-2008 : Torino  Italie
- 2008-2010 : Étoile rouge Belgrade  Serbie
- 2010-2011 : FK Vojvodina Novi Sad  Serbie

## Palmarès

### En équipe nationale
- 25 sélections et 1 but avec l'équipe de Yougoslavie entre 1998 et 2003.

### Avec l'Étoile rouge de Belgrade
- Vainqueur de la Coupe de Serbie en 2010.

### Avec Fenerbahçe
- Vainqueur du Championnat de Turquie en 2001.

## Vie privée
Marko est l'oncle du joueur de l'Étoile rouge de Belgrade Marko Lazetić,,.